# IEEE 802.3at
IEEE 802.3at-2009 
er en PoE standard der beskriver, hvordan et kabelsystem baseret på Cat.5 eller bedre, kan sende elektrisk energi sammen med data til fjerne enheder over standard twisted-pair kabel i et ethernet datanet. Denne teknologi er anvendelig til elektrisk at forsyne IP-telefoner, trådløse basisstationer, webcam, switche, computere og andre anvendelser hvor det er besværligt med separat elektrisk forsyning. PoE teknologien er på sin vis sammenlignelig med POTS telefoner, som også modtager elektricitet og analog data gennem samme kabel.
Den højere mulige effekt på op til 25,5W (2 snoede par og Mode 2 understøttes) betyder at langt flere stykker udstyr kan forsynes med elektricitet via kabling. IEEE 802.3at er bagud kompatibel med 802.3af.

## IEEE 802.3at "sikkerhed"
IEEE 802.3at PSE er intelligent og sender efter tænding, en svag ufarlig spænding ud i kablet for at finde ud af om der sidder en IEEE 802.3af eller IEEE 802.3at PD i den anden ende. Registrerer den det, sender den spænding ud i kablet, ellers ikke.
Hvis IEEE 802.3at PSE opdager at der ingen IEEE 802.3af eller IEEE 802.3at PD er i den anden ende slukker den for spændingen.

## Standard implementation
| Egenskab                                                              | 802.3af (802.3at Type 1)                                 | 802.3at Type 2                                                                                             |
| --------------------------------------------------------------------- | -------------------------------------------------------- | --- |
| Effekt tilgængelig ved PD                                             | 12.95 W                                                  | 25.50 W |
| Maksimal effekt leveret af PSE                                        | 15.40 W                                                  | 34.20 W |
| Spændingsinterval (ved PSE)                                           | 44.0 - 57.0 V                                            | 50.0 - 57.0 V                                                                                              |
| Spændingsinterval (ved PD)                                            | 37.0 - 57.0 V                                            | 42.5 - 57.0 V                                                                                              |
| Maksimal strøm                                                        | 350 mA                                                   | 600 mA |
| Effektstyring                                                         | 3 effektklasse niveauer forhandlet ved forbindelsesstart | 4 effektklasse niveauer forhandlet ved forbindelsesstart – eller 0,1 W trin forhandlet vedvarende via LLDP |
| Effektgrænse forminskelse grundet maksimal kabel omgivelsestemperatur | Ingen                                                    | 5 °C når 2 snoede par anvendes, 10 °C når 4 snoede par anvendes                                            |
| Understøttet kabling                                                  | Category 3 og Category 5                                 | Category 5                                                                                                 |
| Understøttede tilstande (eng. modes)                                  | Mode A (endspan), Mode B (midspan)                       | Mode A, Mode B, – Mode A og Mode B samtidigt                                                               |